# Sant Martí Boscós
Sant Martí Boscós és una església de Palol de Revardit (Pla de l'Estany) protegida com a Bé Cultural d'Interès Local.

## Descripció
La capella de Sant Martí Boscós estava situada a Riudellots de la Creu, agregat a Palol de Revardit. Segurament va ser substituïda per l'església actual construïda cap a finals del segle xii i principi del segle xiii. Només es conserva en ruïnes al costat de l'església parroquial coneguda també amb el nom de Sant Martí.

## Història
Popularment s'han identificat aquestes ruïnes amb l'església de Sant Martí actual i per les invocacions a Sant Pere i Sant Miquel. Apareix esmentada documentalment el 1058 en la restitució de les terres de la seva parròquia de la comtessa Ermessenda al bisbe de Girona Berenguer.